# حيفا (فلم فلسطيني)
حيفا، هو فيلم روائي للمخرج الفلسطيني رشيد مشهراوي وبطولة محمد بكري، هيام عباس وعرين عمري. ويذكر أن «حيفا» هو أول فيلم فلسطيني يُعرَض بصورة رسمية في مهرجان كان السينمائي. حاز الفيلم على عدة جوائز العالمية.

## أحداث الفيلم
وتدور أحداث الفيلم في مخيم فلسطيني في الضفة الغربية عشية توقيع اتفاق أوسلو بين منظمة التحرير الفلسطينية وإسرائيل، وبطله، المجنون العاقل (محمد بكري)، يعيش في حطام حافلة قديم، ويكنّى بـ«حيفا» لترداده المستمر لاسم المدينة الفلسطينيّة الّتي هُجّر منها وظلّ يحلم بالعودة إليها والزواج من قريبته التي هجّرت مع عائلتها إلى مكان آخر. تحت رحمة المفاوضات واتّفاقيّات السلام والمستقبل الضبابيّ تتشابك المصائر وتتقاطع، بين الحرب والسلم، بين المقاومة والاستسلام.

## الممثلون
- محمد بكري - حيفا
- أحمد أبو سلوم - أبو سعيد
- هيام عباس - أم سعيد
- نوال زقوت - صباح
- فادي الغول - زياد
- عرين عمري - سميرة
- خالد عوض - عباس
- جورج إبراهيم - ساعي البريد
- مريم الحين - عمة حيفا
- محمود قدح - سعيد
- حسام أبو عيشة - الحلاق
- سامر أبو عيشة - ابن الحلاق
- يونس يونس - يونس

## جوائز
- جائزة مهرجان البندقية السينمائي في عام 1997[3]

## روابط خارجية
- مقالات تستعمل روابط فنية بلا صلة مع ويكي بيانات